# Gruppi etnici della Cina non riconosciuti
I gruppi etnici della Cina non riconosciuti (未识别民族 wèi shíbié mínzú)
sono i gruppi etnici della Cina non ufficialmente riconosciuti dal governo centrale della Repubblica Popolare Cinese.
Questi gruppi contano circa 730.000 persone e costituirebbero il ventesimo più grande gruppo etnico cinese se fossero considerati una sola etnia. La grande maggioranza di questi gruppi si trova nella provincia di Guizhou. I gruppi etnici non riconosciuti non includono i gruppi che sono stati classificati come sottogruppi di altre etnie, come, per esempio, i Mosuo, che vengono ufficialmente riconosciuti come Naxi, e i Chuanqing, che vengono classificati come Han.
Tra i gruppi etnici cinesi non riconosciuti si possono trovare:
| Nome Italiano | Cinese semplificato | Lingua     | Famiglia Linguistica  |
| ------------- | ------------------- | ---------- | --------------------- |
| Bajia         | 八甲人              | Bolyu      | Lingue mon khmer      |
| Deng          | 僜人                | Mishmi     | Lingue tibeto-birmane |
| Gejia         | 革家人              | Hmong      | Lingue hmong-mien     |
| Khmu          | 克木人              | Khmu       | Lingue mon khmer      |
| Kucong        | 苦聪人              | Lahu       | Lingue tibeto-birmane |
| Lachi         | 拉基族              | Lachi      | Lingue tai-kadai      |
| Luzhou        | 羿人                |            |                       |
| Macaensi      | 土生葡人            | Portoghese | Lingue indoeuropee    |
| Mang          | 芒人                | Mang       | Lingue mon khmer      |
| Sherpa        | 夏尔巴人            | Sherpa     | Lingue tibeto-birmane |
| Youtai        | 犹太                | Ebreo      | Lingue semitiche      |